# 4U 0142+61
4U 0142+61は、カシオペヤ座の方角に地球から約12,000光年離れた位置にあるマグネターである。

## 発見
1970年代に、UHURUによるX線源掃天観測で発見された。UHURUの第4次カタログ（4th UHURU）で初めて確認されたので、その頭文字と検出位置の赤経・赤緯を合わせて"4U 0142+61"と命名された。
1994年、あすかによる観測で、約8.7秒周期の振動が発見され、X線パルサーであることがわかり、その後の観測で特異X線パルサーと考えられるようになった。
2000年には、ケック望遠鏡による観測で、4U 0142+61に該当する可視光源も発見された。可視光及び電波でもX線と同じ約8.7秒周期の振動が検出されているが、赤外線では振動は検出されていない。

## 特徴
可視光での検出時に、中性子星で予想されるよりも赤外線で明るいことが分かっており、星周塵の円盤が存在する可能性が示唆された。

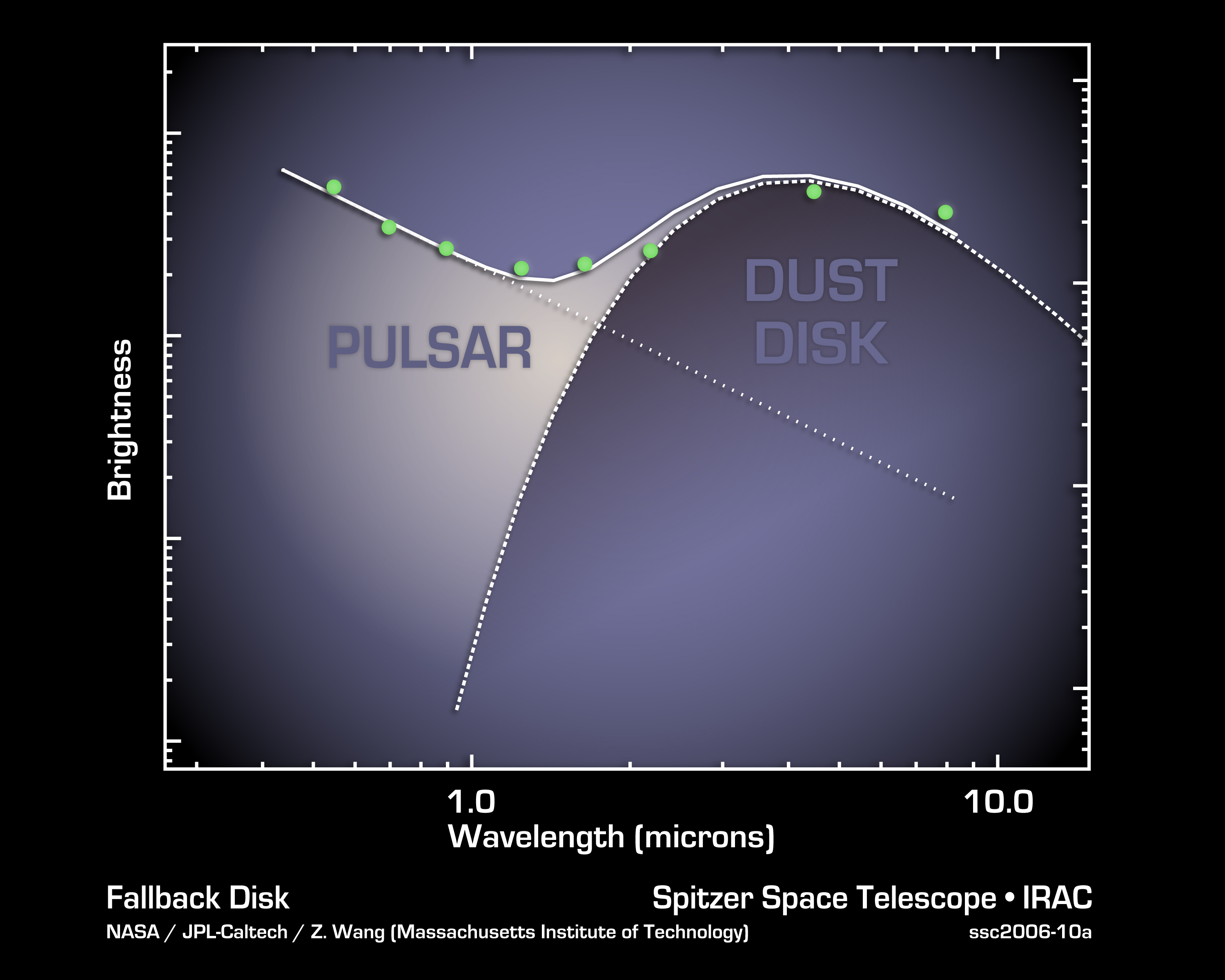
スピッツァー宇宙望遠鏡で観測された、塵の円盤の存在を示す赤外線データ。出典: NASA / JPL-Caltech / Z. Wang (MIT)

2006年、その赤外線源の正体が、パルサーの周りにある円盤であることが確かめられたと発表された。ただし、可視光で暗すぎることから、X線パルサーで典型的な、中性子星に物質が降着する際に解放される重力エネルギーが強いX線源となる降着円盤であることは否定され、降着を伴わない残骸円盤と考えられている。であるならば、中性子星の周りにパルサー惑星が存在することは珍しくないことを示している可能性がある。円盤は、パルサーの周囲200万kmから680万km程に広がり、地球質量の10倍程度の物質で構成されていると考えられる。
中性子星の周囲に形成される円盤は、一般的に超新星爆発によって放出された物質が舞い戻ったものと考えられるが、4U 0142+61の周囲には超新星残骸の痕跡が一切見つかっておらず、他の成因を考える天文学者もいる
すざくによる観測で、X線の振動周期が8.7秒からおよそ15時間周期で0.7秒程揺らいでいることが発見され、中心の中性子星が球形からわずかにずれた形状をしていることによる自由歳差運動が起きているものと考えられる。